# Jiang Xinyu
Jiang Xinyu (chino:蒋欣玗; nació el 3 de marzo de 1999) es una jugadora de tenis china.
Su mejor clasificación en la WTA fue la número 561 del mundo, que llegó el 29 de mayo de 2017. En dobles alcanzó número 37 del mundo, que llegó el 13 de enero de 2025. Hasta la fecha, ha ganado 5 títulos WTA además de cinco títulos de dobles en el ITF tour.
Ella debutó en la WTA en el Jiangxi International Women's Tennis Open 2017, donde entró directo al cuadro principal de dobles junto a Tang Qianhui. Posteriormente este ganaría el torneo venciendo en la final a las preclasificadas #4, Alla Kudryavtseva y Arina Rodionova en dos set.

## Títulos WTA (5; 0+5)

### Dobles (5)
| Leyenda                                |
| -------------------------------------- |
| Grand Slam (0)                         |
| Juegos Olímpicos (0)                   |
| WTA Finals (0)                         |
| P. Mandatory & Premier 5, WTA 1000 (0) |
| Premier, WTA 500 (0)                   |
| International, WTA 250 (5)             |

| N.º | Fecha                    | Torneos   | Superficie | Pareja        | Oponentes en la final                | Resultado   |
| --- | ------------------------ | --------- | ---------- | ------------- | ------------------------------------ | ----------- |
| 1.  | 30 de julio de 2017      | Nanchang  | Dura       | Tang Qianhui  | Alla Kudryavtseva Arina Rodionova    | 6-3, 6-2    |
| 2.  | 29 de julio de 2018      | Nanchang  | Dura       | Tang Qianhui  | Lu Jingjing Xiaodi You               | 6-4, 6-4    |
| 3.  | 23 de septiembre de 2023 | Guangzhou | Dura       | Guo Hanyu     | Eri Hozumi Makoto Ninomiya           | 6-4, 7-6(4) |
| 4.  | 5 de enero de 2025       | Auckland  | Dura       | Fang-Hsien Wu | Aleksandra Krunić Sabrina Santamaria | 6-4, 6-3    |
| 5.  | 11 de enero de 2025      | Hobart    | Dura       | Fang-Hsien Wu | Monica Niculescu Fanny Stollár       | 6-1, 7-6(6) |

#### Finalista (5)
| N.º | Fecha                 | Torneo     | Superficie | Pareja        | Oponentes en la final          | Resultado        |
| --- | --------------------- | ---------- | ---------- | ------------- | ------------------------------ | ---------------- |
| 1.  | 22 de octubre de 2023 | Ningbo     | Dura       | Guo Hanyu     | Laura Siegemund Vera Zvonareva | 6-4, 3-6, [5-10] |
| 2.  | 13 de enero de 2024   | Hobart     | Dura       | Guo Hanyu     | Chan Hao-ching Giuliana Olmos  | 3-6, 3-6         |
| 3.  | 4 de febrero de 2024  | Hua Hin    | Dura       | Guo Hanyu     | Miyu Kato Aldila Sutjiadi      | 4-6, 6-1, [7-10] |
| 4.  | 3 de agosto de 2024   | Washington | Dura       | Wu Fang-hsien | Asia Muhammad Taylor Townsend  | 6-7(0), 3-6      |
| 5.  | 15 de febrero de 2025 | Doha       | Dura       | Wu Fang-hsien | Sara Errani Jasmine Paolini    | 5-7, 6-7(10)     |